# Eardington
Eardington è un villaggio e parrocchia civile dell'Inghilterra, appartenente alla contea dello Shropshire.